# NGC 4785
NGC 4785 (również PGC 43791) – galaktyka spiralna (Sb), znajdująca się w gwiazdozbiorze Centaura. Odkrył ją John Herschel 1 marca 1835 roku. Należy do galaktyk Seyferta typu 2.